# كأس ماليزيا 2007
كأس ماليزيا 2007 هو موسم من كأس الاتحاد الماليزي. كان عدد الأندية المشاركة فيه 22، وفاز فيه نادي كيدا دارول أمان.